# Víctor Adler
Víctor Adler (Praga, 24 de junio de 1852-Viena, 11 de noviembre de 1918) fue un médico y político social demócrata austríaco.

## Biografía
Padre fundador de la socialdemocracia en Austria, fue líder del movimiento obrero y cofundador de la Primera República; siendo inicialmente miembro del movimiento nacionalista alemán. En 1886 fundó el semanario socialista Gleichheit (Igualdad) y en 1889, el "Arbeiter-Zeitung" ("El periódico de los trabajadores").
Entre 1888 y 1889, unificó a diversos grupos para establecer el Partido Socialdemócrata de Austria durante el Hainfelder Parteitag (congreso del partido de Hainfeld) y en 1899 jugó un importante papel en la confección del Brünner Programm. Como miembro del parlamento provincial desde 1905, fue protagonista en la lucha por el sufragio universal y en 1918 como ministro de relaciones exteriores bajo el gobierno provisional de Karl Renner, abogó por la Anschluss (unión) de la Deutschösterreich con Alemania.
- Datos: Q366845
- Multimedia: Victor Adler / Q366845